# Interexpress
Interexpress (abbreviato in IEx) è stata una categoria di servizio dei treni il cui nome è un'abbreviazione del tedesco Internationaler Express ("Espresso internazionale") e dei suoi equivalenti in altre lingue straniere.
I servizi Interexpress sono stati attivi dal 1986 al 1991 come treni espressi tra la Cecoslovacchia, la Repubblica Democratica Tedesca (RDT), l'Ungheria e la Polonia.

## Storia
Nella metà degli anni ottanta, le ferrovie statali della Cecoslovacchia (Československé státní dráhy), della RDT (Deutsche Reichsbahn), dell'Ungheria (Magyar Államvasutak) e della Polonia (Polskie Koleje Państwowe) decisero di introdurre la categoria di treni Interexpress per l'alto traffico di passeggeri tra i quattro Paesi.
Nel 1986, alcuni treni di categoria Schnellzug furono convertiti in Interexpress. Questa conversione anticipò di un anno l'equivalente trasformazione del traffico ferroviario internazionale attuato dagli operatori occidentali, che portò l'introduzione del sistema EuroCity solamente nel 1987.
Successivamente ai cambiamenti politici nell'Europa centrale nel 1989 e nel 1990, non vi fu più domanda per un servizio di treni isolato per i viaggiatori internazionali. Nel 1991, i treni IEx furono dismessi o convertiti in EuroCity e Schnellzug.

## Treni
I seguenti treni sono stati impiegati come per il servizio Interexpress:
| IEx         | Nome     | Tratta                                          |
| ----------- | -------- | ----------------------------------------------- |
| IEx 1/2     | Silesia  | Praga centrale– Warszawa Wschodnia              |
| IEx 9/10    | Polonez  | Mosca Belorusskij - Warszawa Zachodnia          |
| IEx 36/37   | Báthory  | Budapest – Varsavia                             |
| IEx 72/73   | Metropol | Berlino-Lichtenberg – Praga centrale – Budapest |
| IEx 74/75   | Hungaria | Berlino-Lichtenberg – Praga centrale – Budapest |
| IEx 76/77   | Primator | Berlino–Lichtenberg – Praga                     |
| IEx 78/79   | Progress | Berlino–Lichtenberg – Praga                     |
| IEx 242/243 | Berolina | Berlino centrale – Warszawa Wschodnia           |

I Báthory e Metropol erano treni notturni dotati anche di carrozze letti e cuccette.
Alcuni dei treni IEx avevano carrozze proprie delle tratte dirette, come il Metropol (verso Vienna) e il Berolina (da Parigi). Dal 1986 al 1988, l'Hungaria corse in coppia con il D374/375 Vindobona lungo la tratta per Vienna, e in estate ebbe carrozze per viaggi diretti da Malmö in Svezia.
Il Progress operò come IEx soltanto dal 1986 al 1988 ed in seguito ritornò ad avere la sua precedente classificazione. Era dotato di speciali Komfortwagen con aria condizionata in una livrea biancorossa.
Il costo dei biglietti per usufruire dei treni IEx veniva stabilito in base alle normale tariffe degli Schnellzug. Le prenotazioni dei posti erano obbligatorie per tutti i passeggeri.